# Elecciones municipales de Utcubamba de 1986
Las elecciones municipales de Utcubamba de 1986 se llevaron a cabo el 9 de noviembre de 1986 para elegir al alcalde y al Concejo Provincial de Utcubamba para el periodo 1987-1989. La elección se celebró simultáneamente con elecciones municipales en todo el país.
Nixon Heredia, candidato del Partido Aprista Peruano y primer alcalde provincial de Utcubamba, se presentó a la reelección y obtuvo una victoria histórica. Con más del 70% de los votos válidos, logró el mayor porcentaje alcanzado por un candidato en la historia electoral de la provincia, consolidando además la mayoría más amplia en el concejo provincial hasta la fecha. Izquierda Unida, que había ocupado el segundo lugar en la elección anterior, se mantuvo en esa posición.
A nivel distrital, el Partido Aprista Peruano logró un dominio absoluto, ganando en todos los distritos de la provincia. Este logro constituye, hasta la actualidad, la mayor victoria obtenida por una organización política en la historia de Utcubamba. Los resultados reflejaron amplios márgenes de apoyo al aprismo, destacando el caso de Jamalca, el distrito con más votantes, donde el partido alcanzó casi el 85% de los votos.

## Sistema electoral
La Municipalidad Provincial de Utcubamba es el órgano administrativo y de gobierno de la provincia de Utcubamba. Está compuesta por el alcalde y el Concejo Provincial.
La votación del alcalde y el concejo se realiza en base al sufragio universal, que comprende a todos los ciudadanos nacionales mayores de dieciocho años, empadronados y residentes en la provincia de Utcubamba y en pleno goce de sus derechos políticos, así como a los ciudadanos no nacionales residentes y empadronados en la provincia de Utcubamba.
El Concejo Provincial de Utcubamba está compuesto por 19 regidores elegidos por sufragio directo para un período de tres (3) años, en forma conjunta con la elección del alcalde (quien lo preside). La votación es por lista cerrada y bloqueada. La votación es por lista cerrada y bloqueada. Se asigna a la lista ganadora los escaños según el método d'Hondt o la mitad más uno, lo que más le favorezca. Es elegido como alcalde el candidato que ocupe el primer lugar de la lista que haya obtenido la más alta votación.

## Composición del Concejo Provincial de Utcubamba
La siguiente tabla muestra la composición del Concejo Provincial de Utcubamba antes de las elecciones.
| Partidos | Partidos                | Regidores |
| -------- | ----------------------- | --------- |
|          | Partido Aprista Peruano | 13        |
|          | Izquierda Unida         | 6         |

## Partidos y candidatos
A continuación se muestra una lista de los principales partidos y alianzas electorales que participaron en las elecciones:
| Candidatura | Candidatura | Partidos y alianzas | Candidatos | Candidatos             | Ideología                                               | Resultado previo | Resultado previo | Ref. |
| Candidatura | Candidatura | Partidos y alianzas | Candidatos | Candidatos             | Ideología                                               | Votos (%)        | Reg.             | Ref. |
| ----------- | ----------- | --- | ---------- | ---------------------- | ------------------------------------------------------- | ---------------- | ---------------- | ---- |
|             | APRA        | Lista - Partido Aprista Peruano (APRA) |            | Nixon Heredia Carreazo | Aprismo                                                 | 67.22%           | 13               |      |
|             | IU          | Lista - Izquierda Unida (IU) – Unión de Izquierda Revolucionaria (UNIR) – Partido Unificado Mariateguista (PUM) – Partido Socialista Revolucionario (PSR) – Partido Comunista Revolucionario (PCR) – Partido Comunista Peruano (PCP) – Frente Obrero Campesino Estudiantil y Popular (FOCEP) |            | Florentino Ochoa Reyna | Marxismo-leninismo Mariateguismo Socialismo democrático | 32.78%           | 6                |      |

## Resultados

### Sumario general
|                        |                                |              |              |              |           |           |
| Partidos y coaliciones | Partidos y coaliciones         | Voto popular | Voto popular | Voto popular | Regidores | Regidores |
| Partidos y coaliciones | Partidos y coaliciones         | Votos        | %            | ±pp          | Total     | +/−       |
|                        | Partido Aprista Peruano (APRA) | 8,379        | 77.76        | +10.54       | 15        | +2        |
|                        | Izquierda Unida (IU)           | 2,396        | 22.24        | –10.54       | 4         | –2        |
|                        |                                |              |              |              |           |           |
| Total                  | Total                          | 10,775       |              |              | 19        | ±0        |
|                        |                                |              |              |              |           |           |
| Votos válidos          | Votos válidos                  | 10,775       | 88.87        | +1.90        |           |           |
| Votos en blanco        | Votos en blanco                | 262          | 2.16         | –1.73        |           |           |
| Votos nulos            | Votos nulos                    | 1,088        | 8.97         | –0.16        |           |           |
| Votos emitidos         | Votos emitidos                 | 12,125       | 51.66        | +27.01       |           |           |
| Abstenciones           | Abstenciones                   | 11,345       | 48.34        | –27.01       |           |           |
| Votantes registrados   | Votantes registrados           | 23,470       |              |              |           |           |
|                        |                                |              |              |              |           |           |
| Fuente:                |                                |              |              |              |           |           |

### Concejo Provincial de Utcubamba
| Cargo                            | Autoridad electa          | Partido político | Partido político        |
| -------------------------------- | ------------------------- | ---------------- | ----------------------- |
| Alcalde Provincial de Utcubamba  | Nixon Heredia Carreazo    |                  | Partido Aprista Peruano |
| Regidor Provincial de Utcubamba  | Felizardo Mera Siguencias |                  | Partido Aprista Peruano |
| Regidor Provincial de Utcubamba  | Benicio Villegas Chero    |                  | Partido Aprista Peruano |
| Regidor Provincial de Utcubamba  | Ciro Abad Morales         |                  | Partido Aprista Peruano |
| Regidor Provincial de Utcubamba  | Arturo Delgado Inga       |                  | Partido Aprista Peruano |
| Regidor Provincial de Utcubamba  | Romel Peláez Zevallos     |                  | Partido Aprista Peruano |
| Regidor Provincial de Utcubamba  | Jaime Guanilo Díaz        |                  | Partido Aprista Peruano |
| Regidor Provincial de Utcubamba  | Marino Díaz Romero        |                  | Partido Aprista Peruano |
| Regidor Provincial de Utcubamba  | Alberto Velayarce Peláez  |                  | Partido Aprista Peruano |
| Regidor Provincial de Utcubamba  | Numa Sánchez Guevara      |                  | Partido Aprista Peruano |
| Regidor Provincial de Utcubamba  | Herber Alcántara Morales  |                  | Partido Aprista Peruano |
| Regidora Provincial de Utcubamba | Rosa Quispe Rafael        |                  | Partido Aprista Peruano |
| Regidor Provincial de Utcubamba  | José Gastelo Benavides    |                  | Partido Aprista Peruano |
| Regidora Provincial de Utcubamba | Zoe Cornejo Rodríguez     |                  | Partido Aprista Peruano |
| Regidor Provincial de Utcubamba  | Víctor Delgado Montoya    |                  | Izquierda Unida         |
| Regidor Provincial de Utcubamba  | Pedro Muñoz Tejada        |                  | Izquierda Unida         |
| Regidor Provincial de Utcubamba  | Edilberto Rivera Mallap   |                  | Izquierda Unida         |
| Regidor Provincial de Utcubamba  | José Sánchez Olano        |                  | Izquierda Unida         |

## Elecciones municipales distritales

### Sumario general
| Partidos y coaliciones | Partidos y coaliciones         | Voto popular | Voto popular | Voto popular | Alcaldías | Alcaldías |
| Partidos y coaliciones | Partidos y coaliciones         | Votos        | %            | ±pp          | Total     | +/−       |
| ---------------------- | ------------------------------ | ------------ | ------------ | ------------ | --------- | --------- |
|                        | Partido Aprista Peruano (APRA) | 4,152        | 81.32        | n/a          | 6         | n/a       |
|                        | Izquierda Unida (IU)           | 954          | 18.68        | n/a          | 0         | n/a       |
|                        |                                |              |              |              |           |           |
| Total                  | Total                          | 5,106        |              |              | 6         | n/a       |
|                        |                                |              |              |              |           |           |
| Votos válidos          | Votos válidos                  | 5,106        | 67.66        | n/a          |           |           |
| Votos en blanco        | Votos en blanco                | 408          | 5.41         | n/a          |           |           |
| Votos nulos            | Votos nulos                    | 2,033        | 26.94        | n/a          |           |           |
| Votos emitidos         | Votos emitidos                 | 7,547        | n/a          | n/a          |           |           |
| Abstenciones           | Abstenciones                   | n/d          | n/a          | n/a          |           |           |
| Votantes registrados   | Votantes registrados           | n/d          |              |              |           |           |
|                        |                                |              |              |              |           |           |
| Fuente:                |                                |              |              |              |           |           |

### Resultados por distrito
Las siguientes tablas enumeran el control de los distritos de la provincia de Utcubamba. El cambio de mando de una organización política se resalta del color de ese partido.
| Distrito     | Alcalde(sa) titular           | Partido político | Partido político        | Alcalde(sa) electo(a)         | Partido político | Partido político        |
| ------------ | ----------------------------- | ---------------- | ----------------------- | ----------------------------- | ---------------- | ----------------------- |
| Cajaruro     | Segundo Jiménez Barrantes     |                  | Partido Aprista Peruano | Genaro Huamán Salva           |                  | Partido Aprista Peruano |
| Cumba        | Domingo Ramos Vela            |                  | Acción Popular          | Evert Cevallos Coronel        |                  | Partido Aprista Peruano |
| El Milagro   | Domiciano Santisteban Benites |                  | Partido Aprista Peruano | Domiciano Santisteban Benites |                  | Partido Aprista Peruano |
| Jamalca      | Natahuel Carranza Carrasco    |                  | Acción Popular          | Roberto Ruiz Gómez            |                  | Partido Aprista Peruano |
| Lonya Grande | Lázaro Díaz Carrasco          |                  | Partido Aprista Peruano | Elina Carreazo Guadalupe      |                  | Partido Aprista Peruano |
| Yamón        | Juan Cabrera Oblitas          |                  | Acción Popular          | Hugo Ramos de la Cruz         |                  | Partido Aprista Peruano |